# Long Now Foundation
Long Now Foundation, основанная в 1996 году, является общественной некоммерческой организацией, базирующейся в Сан-Франциско, стремящаяся стать долгосрочным культурным учреждением. Организация ставит перед собой цель противопоставить сегодняшнему образу мышления, основанному на принципе «быстрее и дешевле», убеждение о «медленнее и качественнее». Long Now Foundation способствует «творческому развитию долгосрочной ответственности». В частности, в рамках этого проекта принято использовать даты c 5 цифрами, не 2016, а 02016, для решения проблемы 10000 года. Логотип компании X с верхней линией представляет 10 000 в римских цифрах.

## Вдохновители
В настоящее время цивилизация загоняет себя в патологически короткие промежутки времени. Причины этого является в ускорении технологий, краткосрочные критерии рыночной экономики, ориентация на выборы политиков, решения человеком одновременно многих задач... И эта тенденция все растет. В данной ситуации, для корректировки всеобщей близорукости, необходим какой-то механизм или миф, который поощряет долгосрочное мышление, планирование, ответственность по крайней мере, в масштабах веков.Стюарт Бранд
Когда я был ребенком, люди много говорили о том, что произойдет в 2000 году. Теперь, спустя тридцать лет, они до сих пор говорят о том, что произойдет к 2000 году. Будущее сжималось на один год в год для всей моей жизни. Я думаю, что настало время для долгосрочного проекта, который заставит людей, заглянуть дальше ментального барьера Тысячелетия. Я хотел бы предложить большие (размером больше чем Стоунхендж) механические часы, питающиеся от сезонных изменений температуры. Они тикают один раз в год, звонят раз в столетие, а кукушка выходит каждое тысячелетие.Уильям Даниэль Хиллис

## Проекты
Фонд работает над несколькими проектами, включая 10 000-летные часы, известные как Часы Long Now, проект «Розетта», the Long Bet Project, с открытым исходным кодом Timeline Tool (также известный как Longviewer), Лонг-сервером и ежемесячными семинарными сериями.

### Часы Long Now
Идея часов Long Now состоит в том, чтобы построить часы, которые будут работать с минимальным человеческим вмешательством в течение десяти тысячелетий. Часы должны быть построены из прочных материалов, должны быть легко ремонтируемыми в случае утраты чертежей и сделанными из бесполезных материалов, В таком случае если часы не будут представлять ценность для будущих цивилизаций, вероятность их воровства или разрушения будет сведена к минимуму. Источник питания (или источники) должны быть возобновляемыми и природными. Первая опытная модель часов была активирована 31 декабря 1999 года, и в настоящее время находится на выставке в Музее Науки, Лондон. Фонд планирует построить окончательную модель часов на горе Вашингтон к югу от Большого Бассейна национального парка возле Эли, штат Невада.

### Проект «Розетта»
Проект «Розетта» — это попытка сохранить все языки, которые имеют высокую возможность исчезновения в период с 2000 по 2100 год. Туда включены языки, на которых говорят малочисленные группы людей, измеряемые в тысячах или даже меньше. Другие языки на которых говорят миллионы, тоже подвергаются опасности в связи с возрастающей важностью английского языка как международного языка бизнеса и культуры. Образцы таких языков выгравированы на диске из сплава никеля диаметром 7,62 сантиметра. Первая версия диска была закончена 3 ноября 2008.

### Проект Long Bet
Проект Long Bet был создан Фондом Long Now, чтобы заключать и отслеживать ставки на долгосрочные мероприятия и стимулировать дискуссию о будущем. Проект Long Bet представлен как «общедоступная арена для принятия конкурентоспособных прогнозов, представляющих интерес для общества и носящий благотворительный характер». Одним из примеров, является ставка на регулярный полет людей на беспилотном самолете к 2030 году.
Ставки, сделанные в 2010, включают в себя такие прогнозы как пик добычи нефти, печать по требованию, устаревание модемов, коммерческая доступность квантовых компьютеров мощностью 100 Кубит.

### Семинары о долгосрочном мышлении
В ноябре 2003 года, Фонд Long Bet начал серию ежемесячных семинаров о долгосрочном мышлении (SALT) с лекцией Брайана Ино. Семинары проводятся в районе залива Сан-Франциско и сосредоточены на долгосрочной политике и мышлении, долгосрочном планировании, особенности и проектах Фонда. Семинары доступны для скачивания в различных форматах c Long Now Foundation. Они предназначены, для того чтобы «подтолкнуть цивилизацию к созданию долгосрочных взглядов, автоматических и распространенных». Темы включают в себя сохранение окружающей среды и ресурсов, анализ прошлого и будущего науки и искусства, увеличение продолжительности жизни человека, вероятность столкновения Земли с крупным астероидом в будущем, SETI и природу времени.

### Формат дебатов Long Now Foundation
В рамках серии семинаров также проводятся дебаты по теме долгосрочных проблем, таких как синтетическая биология или «спор историка и футоролога о прогрессе человечества».
Цель дебатов Long Now не победа-поражение. Цель — общественная ясность и глубокое понимание ведущее к действию, включающее в себя вариативность, адаптивность и подразумевающее долговременную ответственность.
В действии, «Есть два оппонента, Эллис и Боб. Эллис занимает трибуну, приводя свои аргументы. Затем Боб занимает ее место, но, прежде чем он может представить свой контраргумент, он должен суммировать аргументы Эллис для демонстрации по отношению к ней уважения и доброжелательности. Только тогда, когда Эллис соглашается с тем, что Боб получил это право, ему позволено привести свой собственный аргумент — а затем, когда он закончил, Эллис должна подвести итог его аргументам»
Взаимное понимание укрепляется обоюдными требованиями к описанию аргументов, приводимых другими людьми, с целью достичь большего пониманию обсуждаемого события, которое имело место.

### The Interval
Открытый в июне 2014 года, The Interval был разработан как социальное пространство в учреждении фонда Форта Мейсон, в Сан-Франциско. Его цель в создании общественного места, где люди собираются, чтобы обсудить идеи и темы, связанные с долгосрочными взглядами, а также обеспечить место проведения многих событий Фонда Long Now. Interval включает в себя мебилированный зал, экспонаты из проектов Фонда, библиотеку, аудио/видео оборудование, а также бар, предлагающий чай и кофе в течение дня, а также коктейли ночью. В октябре 2014 года Thrillist назвал Interval одним из лучших новых баров Америки.

## В популярной культуре
Научно-фантастический роман Нила Стивенсона Анафем был написан частично под влиянием общения писателя и создателей часов Long Now. В результате работы Брайана Ино над проектом часы Long Now в 2003 году появился альбом под названием January 07003 / Bell Studies for The Clock of The Long Now. Вдохновленный Фондом английский композитор Оуэн Тромэнс в 2013 году выпустил сингл названный «Long Now».
Совет директоров Фонда Long Now состоит из следующих членов, по состоянию на декабрь 2011 года:
- Крис Андерсон (Почетный член)
- Стюарт Бранд (Сопредседатель, Президент)
- Даг Карлстон
- Эстер Дайсон
- Дэвид Иглмен
- Брайан Ино
- Дэнни Хиллис (Сопредседатель)
- Митч Кэйпор (Почетный член)
- Михаэль Келлер
- Кевин Келли (Секретарь)
- Роджер Кеннеди (Почетный член)
- Ким Полиз
- Дэвид Рамси (Казначей)
- Пол Саффо
- Питер Шварц